# بيدار قادين
بیدار قادین (5 مايو 1858 – 1 يناير 1918) (بالتركية العثمانية: بیدار قادین) هي زوجة للسلطان العثماني عبد الحميد الثاني.

## حياتها
ولدت بیدار قادین في 5 مايو 1858 في القوقاز الواقعة تحت سلطة الدولة العثمانية، وتنتمي إلى شعوب القبرديين، وكانت ابنة الأمير إبراهيم بك وزوجته الأميرة الجورجية ساهيكا. وكانت خضراء العينين، بُنِّية الشعر، طويلة القامة، نحيلة. لديها أخوان: الأصغر سنًا يُدعى العميد حسين باشا والأكبر محمد زايا باشا، وكانا يخدمان السلطان عبد الحميد الثاني، ذهبت في سن مبكرة إلى بلاط السلطان العثماني، وتزوجت السلطان عبد الحميد الثاني وهي في سن السابعة عشر في 2 سبتمبر 1875 في قصر يلدز، وأقامت في ذات القصر.
خلال بعد أحداث 1908، نُفى السلطان عبد الحميد خارج البلاد إلى سالونيكا، وتبعته بيدار وشقيقها محمد زايا باشا.
بعد عزل السلطان عبد الحميد الثاني استقرت في قصر يقع في إرينكوي، وعاشت فيه حتى وفاتها، وتوفيت في 1 يناير 1918، ودفنت في ضريح كمال الدين أفندي في مقبرة يحيى أفندي.

## أبناؤها
أنجبت بيدار قادين طفلين هما:
- السلطانة نعيمة، ولدت 4 سبتمبر عام 1875 في قصر يلدز في إسطنبول، وتوفيت في عام 1945 في تيرانا.
- محمد عبد القادر أفندي، ولد في 16 يناير عام 1878 بقصر دولمة  في إسطنبول، وتوفي في يناير أو في 16 مارس 1944 في صوفيا ودفن هناك.

## ألقابها
- 2 سبتمبر 1875 – 31 أغسطس 1876:
بیدار قادین أفندي (صاحبة السمو السيدة بیدار)
- 31 أغسطس 1876 – 26 يوليو 1879:
صاحبة السمو السيدة الرابعة بيدار
- 26 يوليو 1879 – 11 أبريل 1895:
صاحبة السمو السيدة الثالثة بيدار
- 11 أبريل 1895 – 27 أبريل 1909:
صاحبة السمو السيدة الثانية بيدار

## مزيد من القراءة
- Fanny Davis (1986). The Ottoman Lady: A Social History from 1718 to 1918. Greenwood Publishing Group. ISBN:978-0-313-24811-5. مؤرشف من الأصل في 2023-01-23.
- Yavuz Bahadıroğlu (2009). Resimli Osmanlı Tarihi. Nesil Yayınları. ISBN:978-975-269-299-2.